# Цветаевы
Цветаевы — дворянский род.
Дмитрий Владимирович Цветаев, сенатор, действительный тайный советник, жалован в 1917 г. дипломом на потомственное дворянское достоинство.

## Описание герба
В лазоревом щите два накрест положенных свитка. В золотой главе щита червлёный цветок.
Щит увенчан дворянским коронованным шлемом. Нашлемник: три серебряных страусовых пера. Намёт: лазоревый, подложенный золотом. Девиз: «РОДИНЕ НАУЧНЫМ ТРУДОМ» золотыми буквами по лазури.

## Известные представители
- священник Владимир Васильевич Цветаев (1819—1884), его потомки:
  - Цветаев, Иван Владимирович (1847—1913) — российский учёный-историк, археолог, филолог и искусствовед.
    - Цветаева, Анастасия Ивановна (1894—1993) — русская писательница.
    - Цветаева, Марина Ивановна (1892—1941) — русская поэтесса.

  - Цветаев, Фёдор Владимирович (1849—1901) — русский педагог-филолог.
  - Цветаев, Дмитрий Владимирович (1852—1920) — российский историк.